# Route nationale T2 (Tanzanie)
Pour les articles homonymes, voir T2.
La route T2 est une route nationale en Tanzanie.

## Présentation
La route T2 part du principal carrefour routier de Chalinze (en) , où les routes nationales T1 et T2 se croisent et s'étend jusqu'à la frontière entre le Kenya et la Tanzanie à Namanga.
La route T2 à une longueur d’environ 644 km. 
La route T2 est une artère routière majeure entre Dar es Salaam et les villes du nord de la Tanzanie.
La route est entièrement bitumée,. 
La route est la liaison routière la plus fréquentée entre les deux plus grandes économies de la Communauté d’Afrique de l’Est.

## Tracé
- Chalinze (en)
- Msata
- Moshi
- Segera
- Arusha
- Himo
- Namanga

La T2 et les autres routes nationales.

- Frontière entre le Kenya et la Tanzanie